# مارسيلو فيليبيني
مارسيلو فيليبيني (بالإسبانية: Marcelo Filippini)‏ مواليد 4 أغسطس 1967 في مونتفيدو، هو لاعب كرة مضرب أوروغوياني سابق بدأ مسيرته كمحترف سنة 1987 وكان يلعب باليد اليمنى، اعتزل اللعب في 2000. أعلى تصنيف له في الفردي كان المركز الـ 30 في سنة 1990. سبق أن شارك في دورة الألعاب الأولمبية الصيفية.

## روابط خارجية
- مارسيلو فيليبيني على موقع رابطة محترفي التنس (الإنجليزية)
- مارسيلو فيليبيني على موقع الاتحاد الدولي لكرة المضرب (الإنجليزية)
- مارسيلو فيليبيني على موقع كأس ديفيز (الإنجليزية)
- مارسيلو فيليبيني على موقع خلاصة التنس.كوم (الإنجليزية)
- مارسيلو فيليبيني على موقع أوليمبيديا (الإنجليزية)